# Carlos Alvarado Quesada
Carlos Andrés Alvarado Quesada (San José (Costa Rica), 14 januari 1980) is een Costa Ricaanse politicus, schrijver, journalist en politicoloog. Tussen mei 2018 en mei 2022 was hij de 48e president van Costa Rica. Alvarado is lid van de centrumlinkse Burgerlijke Actiepartij (PAC).

## Politieke loopbaan
Van juli 2014 tot januari 2017 had Alvarado zitting in de nationale regering van Costa Rica, eerst als minister voor Menselijke Ontwikkeling en Sociale Inclusie (2014–2016) en aansluitend als minister van Arbeid en Sociale Zekerheid (2016–2017). Hij diende onder het presidentschap van zijn partijgenoot Luis Guillermo Solís.
Bij de algemene verkiezingen van 2018 werd Alvarado namens zijn partij naar voren geschoven als presidentskandidaat. In de eerste ronde eindigde hij nog achter de conservatieve Fabricio Alvarado Muñoz, maar in de tweede ronde werd hij met ruim 60% van de stemmen alsnog verkozen tot president. Op 8 mei 2018 werd hij als zodanig beëdigd.
Omdat de president van Costa Rica niet direct mag worden herkozen, nam Alvarado niet deel aan de verkiezingen in 2022. Hij werd in mei van dat jaar opgevolgd door Rodrigo Chaves Robles.